# 全国1級造園施工管理技士の会
全国1級造園施工管理技士の会（ぜんこくいっきゅうぞうえんせこうかんりぎしのかい、いちぞうかい、一造会）は、1級造園施工管理技士の集まる全国組織。

## 沿革
- 1988年、社団法人日本造園建設業協会（日造協）の技術委員会のメンバーが中心になり設立準備を行い、1級造園施工管理技士資格取得者がとくに多数いる関東と甲信地域による日造協会員企業で資格取得者が集い、1級造園施工管理技士の会「関東甲信・一造会」として発足
- 1993年、臨時総会をもって発展改組、「一造会（全国一級造園施工管理技士の会）」に改称
- 2002年、「全国1級造園施工管理技士の会（一造会）」と、名称を改める